# Apacris aberrans
Apacris aberrans är en insektsart som först beskrevs av Giglio-tos 1894.  Apacris aberrans ingår i släktet Apacris och familjen gräshoppor. Inga underarter finns listade i Catalogue of Life.